# Alanphillipsia
Alanphillipsia is een geslacht van schimmels uit de familie Botryosphaeriaceae. De typesoort is Alanphillipsia aloes. 

## Soorten
Volgens Index Fungorum telt het geslacht vijf soorten (peildatum januari 2022):
| Soortnaam                 | Auteur(s)           | Publicatiejaar |
| ------------------------- | ------------------- | -------------- |
| Alanphillipsia aloes      | Crous & M.J. Wingf. | 2013           |
| Alanphillipsia aloetica   | Crous               | 2013           |
| Alanphillipsia aloicola   | Crous               | 2014           |
| Alanphillipsia aloigena   | Crous & M.J. Wingf. | 2013           |
| Alanphillipsia euphorbiae | Crous & M.J. Wingf. | 2013           |